# Botafogo de Futebol e Regatas
Botafogo (Câu lạc bộ Bóng đá Brazil), là một câu lạc bộ bóng đá chuyên nghiệp tại Brazil. Có trụ sở tại Botafogo, Rio de Janeiro.Mặc dù họ thi đấu ở một số môn thể thao khác nhau, Botafogo hầu hết được biết đến với hiệp hôi bóng đá. Họ chơi tại giải Campeonato Brasileiro Série A, hạng đấu cao nhất của hệ thống giải bóng đá vô địch quốc gia Brazil và tại giải đấu cấp bang tại bang Rio de Janeiro.Vào năm 2000,Botafogo về đích ở vị trí thứ 12 trong cuộc bình chọn tại giải thưởng FIFA Club of the Century (Câu lạc bộ của thế kỉ).
Ngoài ra, câu lạc bộ có một số kỷ lục đáng chú ý nhất của bóng đá Brazil, số trận đấu bất bại lớn nhất: 52 trận giữa năm 1977 và năm 1978,kỷ lục về số trận bất bại tại giải bóng đá vộ địch quốc gia Brazil:42 trận, số lượng cầu thủ tham gia tổng số trận đấu nhiều nhất (dựa theo trận đấu chính thức và không chính thức) cho đội tuyển bóng đá quốc gia Brazil:1.094 trận và số lượng cầu thủ lớn nhất được gọi lên đội tuyển bóng đá quốc gia Brazil tham dự World Cup.Chiến thắng vĩ đại nhất trong lịch sử Câu lạc bộ Botafogo từng được ghi nhận trong lịch sử bóng đá Brazil đó là chiến thắng 24-0 trước Sport Club Mangueira vào năm 1909
Botafogo có nhiều kình địch, nổi bật nhất là các đội bóng tại Rio như: Flamengo,Fluminense và Vasco da Gama
Trận derby với Fluminense được gọi là "Clássico Vovô" (Grandfather Derby) vì đây là trận derby lâu đời nhất trên toàn quốc. Cả hai đội phải đối mặt với nhau lần đầu tiên vào năm 1905.
Trận đấu với Vasco da Gama được gọi là "Friendship Derby" bởi vì những cổ động viên của cả hai câu lạc bộ đã là bạn bè trong lịch sử. Đó là trận derby duy nhất trong thành phố có xu hướng không có bạo động
Trận derby với Flamengo, "The Rivalry Derby", là trận đấu lớn nhất cho câu lạc bộ, và là một trong những điều quan trọng hơn cho đất nước. Các câu lạc bộ không thích nhau và sự ganh đua từ các cầu thủ trên sân, đến người hâm mộ, đến phòng họp của cả hai câu lạc bộ. Những cầu thủ tham gia vào các trận đấu này thường trở thành thần tượng của câu lạc bộ.Một số ví dụ điển hình bao gồm:  Garrincha, Manga, Jairzinho, Túlio Maravilha, và gần đây nhất là Loco Abreu và Jefferson. Manga được biết đến với một trích dẫn đáng chú ý về trận derby này khi anh ta nói rằng tiền thưởng của người chơi đã được đảm bảo vì rất dễ để đánh bại Flamengo. Ngôi sao lớn nhất của Flamengo, Zico từng nói rằng thời thơ ấu, Botafogo là câu lạc bộ mà anh ghét hơn vì Glorioso đã từng thắng tất cả các trận derby.
Từ bên ngoài thành phố, câu lạc bộ đã có một cuộc cạnh tranh lịch sử với Santos FC kể từ những năm 1960.
Sân nhà của Botafogo là Estádio Olímpico Nilton Santos,được đặt tên để vinh danh Nilton Santos, một cựu cầu thủ câu lạc bộ và là nhà vô địch thế giới hai lần với đội tuyển bóng đá quốc gia Brazil, và một số người cảm thấy hậu vệ trái vĩ đại nhất mọi thời đại
Các sân vận động khác được sử dụng bởi câu lạc bộ trong lịch sử là.